# Strix virgata
El cárabo café (Strix virgata), también conocido como búho café, búho moteado, lechuza café, lechuza de cola larga o lechuza estriada, es una especie de ave strigiforme de la familia Strigidae.